# Cosima Schnell
Cosima Schnell (* 16. Januar 1967) ist eine deutsche Filmeditorin aus München.
Cosima Schnell ist seit Anfang der 1990er Jahre als Filmeditorin tätig. Für den Schnitt des Fernsehfilmes Was für ein schöner Tag wurde sie 2006 für den Deutschen Fernsehpreis nominiert.

## Filmografie (Auswahl)
- 2001: Die Tochter des Kommissars
- 2003–2006: Die Cleveren (Fernsehserie, 4 Folgen)
- 2004: Problemzone Schwiegereltern
- 2005: Was für ein schöner Tag
- 2005: Tatort: Todesbrücke
- 2005–2007: Freundschaft mit Herz (Fernsehserie, 3 Folgen)
- 2007: Der Novembermann
- 2007: Doppelter Einsatz (Fernsehserie, 1 Folge)
- 2008: 2er ohne
- 2009: Tatort: Schwarzer Peter
- 2009: Polizeiruf 110: Die armen Kinder von Schwerin
- 2012: Heiter bis tödlich: Fuchs und Gans (Fernsehserie, 6 Folgen)
- 2015: Aktenzeichen XY … ungelöst (Fernsehserie, 3 Folgen)
- 2015: Stralsund – Es ist nie vorbei (Fernsehreihe)
- 2017: Ein Schnupfen hätte auch gereicht
- 2018: Tatort: Familien
- 2019: Ein ganz normaler Tag
- 2019: Club der einsamen Herzen
- 2019: Tatort: Kaputt
- 2020–2022: Morden im Norden (Fernsehserie, 8 Folgen)
- 2022: Unterm Apfelbaum – Einsturzgefährdet
- 2022: Unterm Apfelbaum – Panta Rhei – Alles im Fluss
- 2022: Watzmann ermittelt (Fernsehserie, 4 Folgen)
- 2023: Herzstolpern
- 2024: Mein Kind – Moya Ditina